# Mid North Coast
Mid North Coast é uma região no nordeste do estado de Nova Gales do Sul, na Austrália. A região cobre a costa central ao norte do estado, começando em Seal Rocks, 275 km ao norte de Sydney e estendendo-se até o norte de Woolgoolga, 562 km ao norte de Sydney, uma distância de aproximadamente 400 km. A população da região era de 308.372 em 30 de junho de 2016.